# Ragni

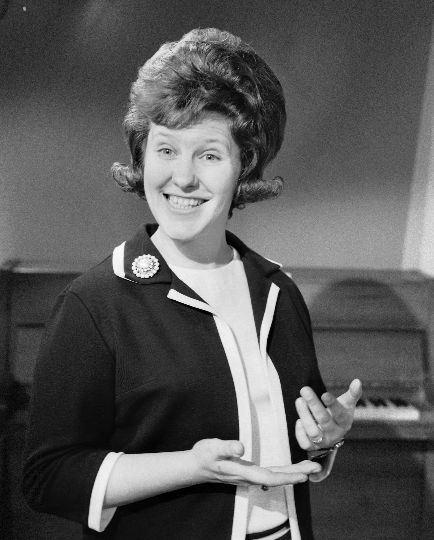
Ragni Malmstén, 1962.

Ragni är en feminin form av Ragnar, som är ett mansnamn med gammalt nordiskt ursprung. Bildat av regin - "gudamakt" eller möjligtvis "råd", och -arr som kan vara lika med harjaR- "härförare", "krigare".
Namnet Ragni är ovanligt. Den 31 december 2006 fanns det 226 kvinnor i Sveriges folkbokföring som hade förnamnet Ragni. Av dessa hade 115 namnet som tilltalsnamn/förstanamn.
Ragni har ingen namnsdag i den nuvarande svenska kalendern. I den finlandssvenska namnsdagslängden har Ragni namnsdag 15 juli sedan starten 1929, då en egen namnsdagskalender togs i bruk för finlandssvenskar, med undantag av 1950–1988 då namnsdagen var 4 november.

## Personer med namnet Ragni
- Ragni Malmstén,  finländsk sångerska